# クギベラ

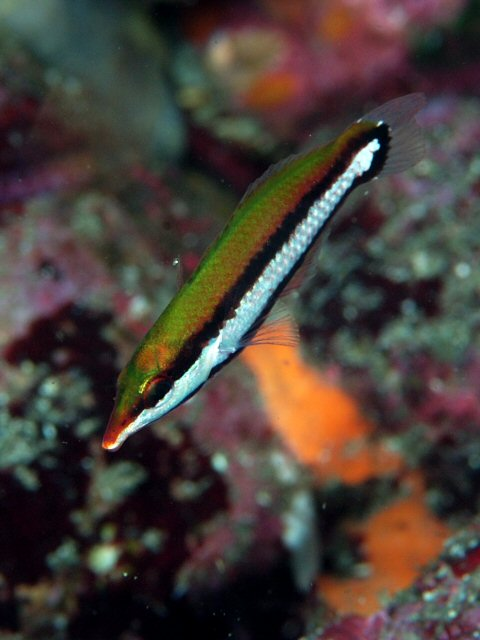
幼魚

クギベラ(学名：Gomphosus varius 英名：Bird-nose wrasse)はスズキ目ベラ科クギベラ属の海水魚。同属種の G.caeruleus とは、分布域と体色で見分けられる。

## 形態
全長は30 cmに達する。体は細長く側扁しており、尾鰭は截形。雌雄ともに口吻が著しく突出する。幼魚はあまり突出しない。雄は雌より大きく、色彩に差が見られる。雄は緑色で体前方に黄緑色の斑紋があり、頭部は青みがかる。体色の濃さは成熟度や時期によって変化する。雌は体前方は背側が灰色で腹側は白く、体側後方は黒くなる。鱗の後側は黒く、吻部は赤茶色で、胸鰭は半透明。幼魚は体側に黒い縦線が2本あり、背中が緑色や茶色をおびるが変異に富む。

## 分布と生息地
クギベラ属3種の中では唯一日本にも産し、日本においては沖縄や小笠原諸島などの亜熱帯島嶼域のほか、千葉県館山湾以南の太平洋岸で幼魚が採集される(死滅回遊)。海外ではインドー太平洋に広く分布するが、インド洋における分布はスリランカ以東で、イースター島にもいない。水深30 m程度のラグーンやサンゴ礁に生息する。

## 生態
昼行性であり、通常単独で、稀に小さな群れを作って生活する。遊泳性が極めて強く、泳ぐ様子はニシキベラ属に似て、胸鰭を羽ばたかせるようである。主な獲物はサンゴの間の小型の甲殻類だが、クモヒトデや軟体動物、小型魚も捕食する。雌性先熟の雌雄同体で、性転換に伴い体色や模様が大きく変化する。

## ヒトとのかかわり
クギベラは小型であるため食用としての需要は高くないが、そのユニークな姿や美しい色彩から観賞魚として飼育されることもある。ただし比較的大きく育ち、かつ遊泳力も高いため飼育には大きな水槽が必要である。また水族館でも飼育される。